# Приспівка
При́співка — коротенька народна пісенька, переважно жартівливого, гумористичного характеру.
Прикладами приспівок є весільні приспівки, приспівки до танців, приспівки футбольних фанатів.
Приспівкою також інколи називають приспів (рефрен).